# SV Amerigo Vespucci
Amerigo Vespucci – żaglowiec szkolny należący do włoskiej Marynarki Wojennej. Nazwa jednostki pochodzi od odkrywcy i podróżnika Ameriga Vespucciego. Jego portem macierzystym jest La Spezia, we Włoszech.

## Historia
W 1925 Regia Marina (włoska Marynarka Wojenna) zamówiła dwa żaglowce szkolne. Autorem projektów był pułkownik Francesco Rotundi z Korpusu Inżynieryjnego Włoskiej Marynarki Wojennej. Projekt był wzorowany na wielkich, 74 działowych okrętach liniowych z okresu późnego XVII wieku.
Pierwszym z zamówionych statków był „Cristoforo Colombo”, oddany do służby w 1928, zakończył służbę w Regina Marina w 1943. Po II wojnie światowej, oddany ZSRR w ramach reparacji wojennych, krótko po tym wycofany ze służby.
Drugim statkiem tego projektu był „Amerigo Vespucci”. Żaglowiec został zbudowany w 1930 w stoczni Cantiere navale di Castellammare di Stabia (Neapol). Zwodowany 22 lutego 1931, oddany do służby w lipcu tego roku.

## Konstrukcja

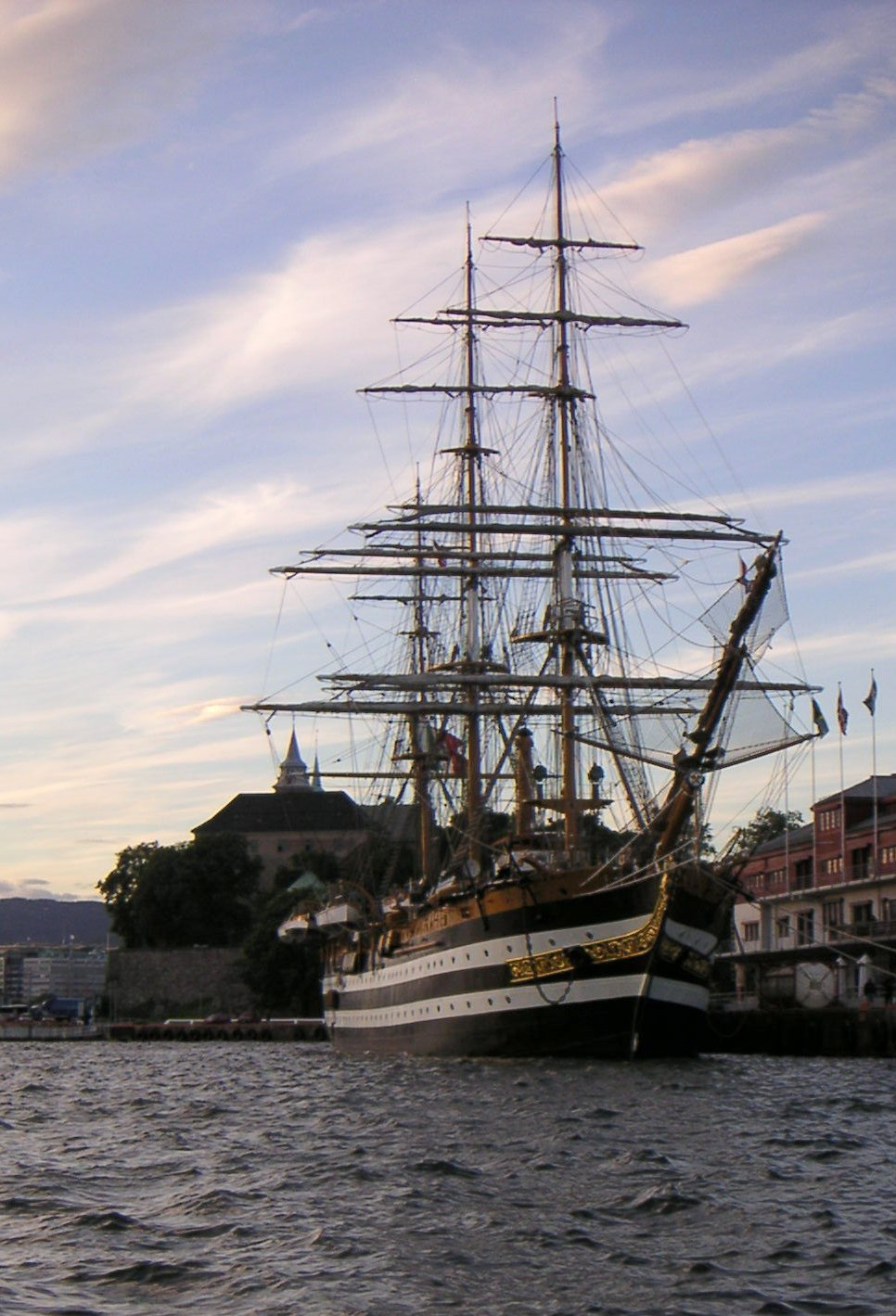
Amerigo Vespucci w zatoce Oslo, 2005.

Statek wyposażony jest w trzy maszty. Stalowy kadłub długości 82,4 m, całkowita długość (wraz z bukszprytem) 101 m. Szerokość kadłuba w najszerszym miejscu wynosi 15,5 m. Zanurzenie to ok. 7  m. Wyporność przy maksymalnym ładunku 4146 ton. Maksymalna prędkość na silniku 10 węzłów. Autonomiczność (przy prędkości 6,5 węzłów) 5450 nm. Przeciętna prędkość na żaglach to ok. 4-5 węzłów.
Trzy maszty stalowe o wysokości 50, 54 i 43 m. Powierzchnia ożaglowania około 2824 m².
„Amerigo Vespucci” wyposażony jest w 24 tradycyjne płóciennych żagli – prostokątne żagle rejowe, sztaksle, i foki. Takielunek stanowi około 30 km lin konopnych. Wyłącznie liny cumownicze (ze względu na przepisy portowe) są syntetyczne.
Według danych z r. 2004 „Amerigo Vespucci” był jedynym trzypokładowym żaglowcem wyposażonym w ożaglowanie rejowe.
Kadłub został pomalowany na czarno z dwoma białymi pasami na wzór dawnych statków, gdzie białe pasy oznaczały pokłady działowe. „Amerigo Vespucci” nie nosi uzbrojenia pokładowego.
Pokład jest zbudowany z desek z drewna tekowego i musi być wymieniany co trzy lata. Dziób i rufa są ozdobione skomplikowanymi ornamentami, w tym galionem w postaci pełnowymiarowego popiersia Ameriga Vespucciego. Galeria rufowa jest dostępna jedynie z salonu kapitańskiego.
Żaglowiec wyposażony jest w dwa silniki Diesla o łącznej mocy około 1471 kW (2000 KM) i w podwójny ster. W trakcie rejsów szkolnych jest zazwyczaj sterowany za pomocą steru ręcznego. Ster ręczny kontrolowany jest za pomocą czterech kół sterowych (każde obsługiwane przez dwóch kadetów). W innych wypadkach można sterować statkiem z mostka za pomocą steru wspomaganego hydraulicznie. Poza windą kotwiczną wszystkie kabestany są napędzane siłą rąk ludzkich. Mostek wyposażono w zaawansowane elektroniczne urządzenia nawigacyjne.

## Załoga
Standardowo załogę „Ameriga Vespucciego” stanowi 16 oficerów dyplomowanych, 70 podoficerów i 200 żeglarzy. W lecie, gdy w rejs wypływają kadeci z Akademii Marynarki Wojennej (Accademia Navale), załoga może liczyć nawet 500 osób (w czasie Tall Ships Races 76 załoga składała się z 535 osób).

## Rejsy
Poza okresem II wojny światowej „Amerigo Vespucci” często wypływa w rejs, większość rejsów szkolnych odbywa się na wodach europejskich. Od 1931 roku do 2002, odbył 71 rejsów szkolnych na wodach Morza Śródziemnego, północnej Europy i Atlantyku. Żaglowiec odwiedził między innymi Amerykę Północną i Południową, przepłynął Pacyfik. W 2002 odbył podróż dookoła świata.
„Amerigo Vespucci” często uczestniczy w paradach żaglowców i w Operacji Żagiel (Tall Ships’ Races).